# Belvosia manni
Belvosia manni là một loài ruồi trong họ Tachinidae.